# 新雷钦斯基村委员会
新雷钦斯基村委员会（俄语：Новорычинский сельсовет）是俄罗斯联邦阿斯特拉罕州普里沃尔日耶区所属的一个村委员会。其下辖有1个居民点，行政中心为波伊缅内。据2015年统计，该村委员会的人口为1446人。